# 보잉 X-32
보잉 X-32은 미국을 주도로 F시리즈 전투기들을 운용하고 있는 영국 및 다른 유럽 국가들이 공동으로 참여하고 있는 프로젝트인 차세대 전투기 사업 통합공격기(JSF: Joint Strike Fighter) 개발 프로젝트에서 만든 실험기체 중 하나이다. 미국 보잉사가 개발했으며, 설계안대로 실제 실험기체 형태로 제작 운영한 기체기종을 개발해서 X 명칭을 붙였다. 5세대 스텔스 전투기이며, 해리어처럼 수직이착륙기이다. 또한 미국 록히드마틴사가 개발한 X-35(현개발중인 F-35)의 경쟁상대였다. 2000년 9월 미국 에드우드 공군기지에서 X-32A의 첫 시험 비행을 했으며, 단거리이륙과 수직착륙의 실험비행은 2001년 3월에 X-32B을 통해 실행되었다.
통합공격기 개발 산업에 처음 4개의 업체가 참여했지만 최종적으로 보잉의 X-32와 록히드 마틴의 X-35 (현재 운용중인 F-35)만 남아 나머지 업체는 경쟁에서 탈락했다. 록히드마틴사의 X-35는 최대한 기존의 기술을 적용하고 핵심적인 부분에만 신기술을 적용한 것과 비교해보면, 보잉사의 X-32는 최대한 미래지향적인 디자인과 신기술을 접목했다는 평가다. 또한 스텔스 성능면에서도 스텔스 기능을 강화하기 위해 날개의 수를 줄여 X-35보다 뛰어나고, 유형별로 분리된 X-35와 달리 간단한 부품 교체를 통해서 수직이착륙과 초음속 기동이 가능하도록 설계되었다. 경쟁했던 X-35가 성능을 위주로 개발, 기체가격이 높은 것에 비해 X-32는 저렴한 기체 가격이 장점으로 볼 수 있다.
하지만 기존 전투기와 다른 이질적인 디자인, 기존 방식과 다른 설계, 날개와 일체된 기체 제작의 어려움, 개발 당시 잦은 설계 변경과 X-32 실험기체와 향후 실전배치될 기체와 설계 변경 차이가 큰 점, 가격 상승률이 개발 과정에서 상대적으로 높아질수 있다는 점, 수직이착륙의 안정성의 문제 ( 엔진 노즐에서 발생되는 기류가 다시 기체의 엔진 안으로 들어가 작동 엔진에 문제가 생기는 문제로 기존 해리어기가 가지고 있던 결함과 유사함)보였다.
특히 록히드 마틴사의 X-35는 리프트팬을 따로 장착해서 엔진 노즐에서 발생한 기류가 다시 엔진으로 들어가는 것을 방지함으로써 수직이착륙시에 안정성이 상대적으로 더 높았다.
또한 X-32는 실험 기동에서 수직이착륙시 기체 무게를 가볍게 하기 위해 부품을 떼어내고 초음속 기동시에 부품을 다시 장착했던 실험 기동 과정에 비해서 X-35는 별도의 부품 탈부착 과정이 없이 단거리 이륙, 수직 착륙을 포함, 초음속 시험 기동에서 차이를 보여 주었다.
결국 차세대전투기 개발 프로젝트 경쟁에서 X-35에 밀려났다.

## 제원

### 일반
- 길이: 15.47m
- 넓이: 10.97m
- 높이: 5.28m
- 무장: M61A2 20mm 발칸포,AIM-120 암람 중거리 공대공 미사일
- 최고속도: 마하 1.6
- 엔진: F119 터보팬 엔진 (플랫&휘트니사)
- 승무원: 1명

### 기동력
- 속력-최고 마하: 1.6 (F-35 비슷)
- 수직이착륙 가능

### 무장
- M61A2 20mm 벌컨포
  - 고정무장 장착 분당 6000발을 발사 가능 발사속도를 조절 가능
  - M61A2 20mm 발칸포 제원
    - 구경 20mm
    - 길이 1.88m
    - 무게 112kg
    - 8발사속도 분당 6000발
    - 포구속도 1050m/s
- AIM-120 암람 중거리 공대공 미사일
  - 총 6기가 장착
  - AIM-120 암람 중거리 공대공 미사일 제원
    - 무게 152kg
    - 엔진 High performance, directed rocket motor
    - 길이 3.66m
    - 직경 178mm
    - 속도 초음속
    - 사정거리 75km

## 같이 보기
- 5세대 전투기
- 록히드 마틴 X-35
- 수호이 Su-75

## 참고 자료
- 이 문서에는 다음커뮤니케이션(현 카카오)에서 GFDL 또는 CC-SA 라이선스로 배포한 글로벌 세계대백과사전의 내용을 기초로 작성된 글이 포함되어 있습니다.